# بوبي ليفينغستون
بوبي ليفينغستون (بالإنجليزية: Bobby Livingston)‏ هو لاعب كرة قاعدة أمريكي، ولد في 3 سبتمبر 1982 في سانت لويس في الولايات المتحدة.

## وصلات خارجية
- بوبي ليفينغستون على موقعبيزبول رفرنس.كوم (الدوري الرئيسي) (الإنجليزية)
- بوبي ليفينغستون على موقعبيزبول رفرنس.كوم (الدوري الثانوي) (الإنجليزية)